# Ken Osmond
Kenneth Charles Osmond (Glendale, 7 de junho de 1943 - Los Angeles, 18 de maio de 2020) foi um ator e policial americano. Começando uma carreira como ator infantil aos quatro anos de idade, Osmond desempenhou o papel de Eddie Haskell no final da década de 1950 até o início da década de 1960 na comédia de televisão Leave It to Beaver e a reprisou na série de revival da década de 1980 The New Leave It to Beaver. Typecast pelo papel, ele achou difícil conseguir outro trabalho de atuação e se tornou um policial de Los Angeles. Depois de se aposentar do trabalho policial, ele retomou sua carreira de ator.